# Storia dell'ubicazione dell'anima

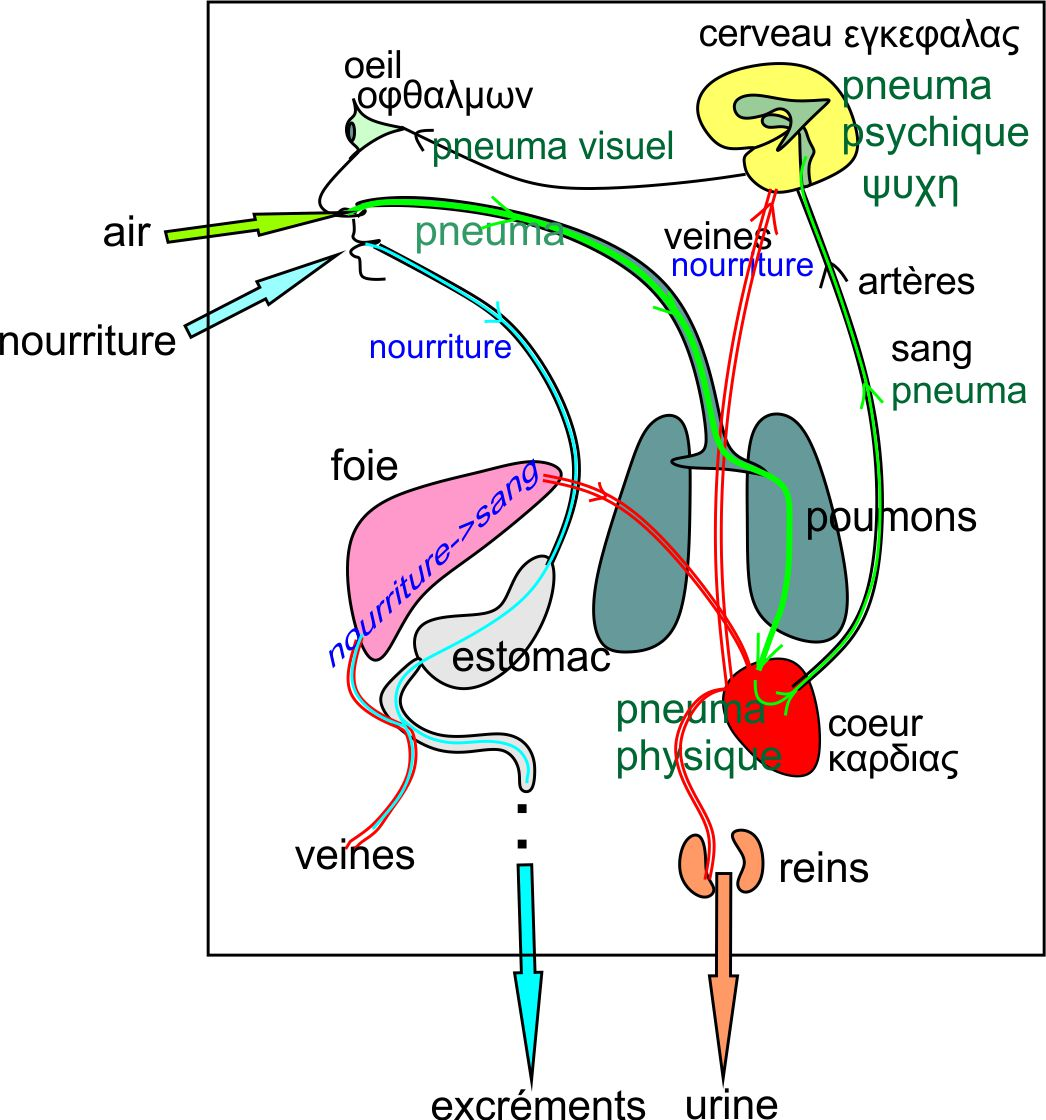
La descrizione del corpo umano, da parte di Galeno, raccontata attraverso lo "pneuma" o ciò che era inteso essere l'anima.

L'ubicazione dell'anima nel corpo umano è stata oggetto di molte speculazioni nel corso della storia. Nella medicina e nell'anatomia primitiva, la posizione dell'anima è stata ipotizzata, studiata e ritenuta trovarsi fisicamente all'interno del corpo. Oggi sono i neuroscienziati e altri settori della scienza che si occupano del corpo e della mente, come la psicologia, a cercare di colmare il divario tra ciò che è fisico e ciò che è psichico.
Aristotele e Platone avevano considerato l'anima come una forma corporea ma strettamente correlata al mondo fisico. Il Corpus Ippocratico prosegue l'evoluzione del pensiero, sostenendo che l'anima si trovi all'interno del corpo e si manifesti in condizioni di malattia. Successivamente, Galeno usò esplicitamente la descrizione di Platone dell'anima corporea identificando tre tipologie di «spiriti» situati in precise posizioni fisiche nel corpo: la logica (λογιστικός) nel cervello, la passione (θυμοειδές) nel cuore e l'appetito (ἐπιθυμητικόν) nel fegato. 

## Antico Egitto
Si pensa che la prima teoria relativa alla posizione dell'anima provenga dall'Antico Egitto durante il III millennio a.C. Le antiche civiltà egizie ritenevano che l'anima fosse composta da diverse parti: Ba, Ka, Ren, Sheut e Ib. Inoltre, l'Ib era situato nel cuore e considerato la forza vitale che portava alla vita gli esseri umani. Poiché l'Ib era anche responsabile di pensieri e sentimenti, il suo status determinava il destino di una persona alla sua morte. Ciò avveniva durante una cerimonia di pesatura del cuore, in cui Anubi avrebbe dato in pasto, al demone Ammit i cuori più pesanti. Si ritiene che l'antica visione egizia del cuore abbia costituito la base per successive teorie sul luogo in cui si trova l'anima umana.

## Corpus Ippocratico
Il Corpus Ippocratico e i suoi numerosi trattati dimostrano la conoscenza sull'evoluzione del corpo e come trattare i disturbi in riferimento all'anima. Il secondo trattato sulle malattie parla delle malattie associate all'aria presente nel corpo, in particolare nei polmoni, che causa la tosse vigorosa e rauca del paziente.
 "διαπνειν δοΚει δια στηθεοζ" 
tradotto come "il paziente respira attraverso i polmoni". Le righe successive descrivono che questa è una condizione estremamente grave per il paziente ed è motivo di grande preoccupazione. Per rimediare alla presenza dell'aria nei polmoni veniva consigliato, al medico, di liberare i polmoni da tutta l'aria che era possibile usando una vescica e un tubo. 
In altre successive parti del Corpus, durante o dopo la vita di Aristotele sul quarto trattato delle malattie, lo pneuma o l'aria viene presentato come una forza vitale riscaldante. Nel trattato sulla malattia sacra l'aria viene descritta come non localizzata solo nei polmoni ma in tutto il corpo e che circola dando la vita. Secondo il trattato la prima posizione dell'aria è nel cervello e descrive che le condizioni mediche del cervello possono essere causate da un blocco del flusso d'aria in quell'organo. Aristotele nelle sue opere si riferisce allo pneuma come direttamente correlato all'anima. 

## Platone
Platone, allievo di Socrate e insegnante di Aristotele, suggerisce in Timeo che l'anima umana è di natura divina e che è entrata nel corpo umano dopo la separazione da un'origine spirituale alla quale ritornerebbe dopo la morte. Inoltre, Platone credeva che l'anima fosse tripartita, composta dal logos, dal thumos e dall'epithemitikon. Al fine di proteggere l'anima immortale dalla contaminazione, le anime deperibili, le thumos e l'epithemitikon, erano separate dalla testa attraverso il collo. Il thumos, responsabile di sentimenti come rabbia, coraggio e speranza, si trovava nella cavità toracica. L'epithemitikon, che controlla i desideri e il pensiero inconscio, si trovava vicino all'ombelico, più lontano dal logos. Il cervello, quindi, era la sede di tutto il pensiero razionale, il logos e la vera posizione dell'anima immortale e divina.

## Aristotele
Aristotele in De Anima (Sull'anima) suggerisce che sono necessari gli organi del corpo affinché l'anima interagisca. A differenza di Platone, Aristotele credeva che l'esistenza dell'anima non fosse separata dal corpo umano, quindi l'anima non poteva essere immortale. Riteneva che l'anima fosse composta da tre funzioni: vegetativa, sensibile e razionale. La crescita e la riproduzione sono il risultato dell'anima vegetativa e si trovano in tutti gli organismi. L'anima sensibile, tuttavia, consente sensazione e movimento nell'uomo e negli animali. Il terzo, il razionale, è esclusivo degli umani e consente il pensiero razionale.
Nel libro II, Aristotele afferma che l'anima è la parte dell'umano che permette al suo intero essere, di vivere in quanto i diversi organi non possono esistere senza gli altri e si completano a vicenda. Nel libro III fornisce un esempio della sua teoria dell'anima e fa delle correlazioni tra le sensazioni fisiche della luce i phaos nel corpo e le fantasie dell'immaginazione corporea. Aristotele immaginava l'anima come in parte situata all'interno del corpo umano, e in parte un'immaginazione corporea. Nel suo trattato Sulla giovinezza, la vecchiaia, la vita, la morte e la respirazione, afferma esplicitamente di aver visto che l'anima ha una forma corporea, e che vi è un'area fisica dell'anima nel corpo umano, il cuore. Aristotele afferma che il cuore è la posizione delle 5 sensazioni del corpo ed è direttamente responsabile della respirazione e del sostentamento della vita. Il cuore è di ulteriore importanza in quanto è tutta l'area dell'animale che riscalda il corpo e il sangue e la creazione di pneuma, o forza vitale, che anima il corpo. Per Aristotele questo spiega perché le cose morte diventino fredde, non respirano e che le loro anime le hanno lasciate. Poiché il cuore è la posizione dell'anima umana e della forza vitale, è l'organo della massima importanza nella fisiologia aristotelica. Di conseguenza, il cuore è il primo organo ad apparire durante lo sviluppo embrionale.

## Epicuro
Epicuro, in un'ottica che riflette quella del filosofo greco Democrito, suggerì che l'anima umana fosse corporea e composta da piccole particelle sparse in tutto il corpo. Credeva che la separazione di queste piccole particelle causasse una perdita di sensibilità e, di conseguenza, la morte. Come Aristotele, era dell'opinione che l'anima fosse un risultato del corpo, rendendolo mortale e deperibile.

## Erofilo

Immagine che raffigura il terzo e il quarto ventricolo - Erofilo pensava che fossero la sede dell'anima.

Nel terzo secolo Erofilo, ad Alessandria, fu uno dei primi anatomisti ad eseguire dissezioni del corpo umano per il breve periodo in cui era legale. Scoprì molti nuovi aspetti del corpo umano, in particolare nel cervello e nei tessuti associati. Le opere di Erofilo andarono perse nell'incendio della Biblioteca di Alessandria del 391 e quindi sappiamo della loro esistenza solo da quanto presente in opere sopravvissute di altri autori. La maggior parte della terminologia medica e delle opere sono registrate nei libri di Galeno e quindi è in dubbio l'affidabilità che Erofilo pensasse davvero all'anima come presente nel corpo.
Secondo quanto si conosce sulle sue opere, Erofilo pensava che la posizione dell'anima fosse nel cervello, in particolare nei ventricoli, le 4 cavità aperte nelle parti più interne del cervello. Egli descrive la distinzione dell'anima e della natura come intrecciate all'interno del corpo, e anche se cose separate, non possono esistere l'una senza l'altra. Erofilo nelle sue dissezioni scoprì le differenze tra nervi e vasi sanguigni. I nervi portavano lo pneuma o l'anima per animare il corpo e i vasi erano legati alla natura. Seguendo le tracce dei nervi attraverso il corpo, vide che tutti convergevano nel cervello e dal suo ragionamento i ventricoli del cervello. Di particolare importanza per la posizione dell'anima era il IV ventricolo. 
Erofilo osservò che esistevano due tipi di nervi, quelli che funzionavano nell'attività motoria e quelli che assorbivano informazioni sensoriali. Poiché tutti i nervi erano una continuazione del midollo spinale e del cervelletto, che si trovano più vicini al quarto ventricolo, era logico che il centro di movimento e percezione, e quindi l'anima, si trovasse nel quarto ventricolo.
Nel suo trattato, Sull'anatomia, lo pneuma veniva inalato dai polmoni e inviato ai ventricoli cerebrali attraverso i vasi sanguigni dove il cervello lo avrebbe convertito in quello che lui chiamava "pneuma psichico", o anima, e produceva pensiero, movimento e tutte le altre animazioni del corpo. Erofilo scoprì l'aspetto irregolare delle pareti dei ventricoli del cervello che chiamava il plesso coroideo e che pensava fosse l'interazione del cervello con lo pneuma per creare lo pneuma psichico e quindi questi venivano inviati attraverso il sistema nervoso. Identificò inoltre 8 dei nervi cerebrali e li rintracciò nel midollo spinale e in tutto il corpo. Il plesso coroideo è il termine ancora usato oggi e sono le strutture che producono il liquido cerebrospinale.

## Galeno
Galeno è stato uno dei medici più importanti della storia ed è noto per la vivisezione e le dissezioni accurate e dettagliate degli animali che sono alla base della medicina moderna. Galeno era noto, dai suoi trattati, sull'essere sia un medico che un filosofo ed era ben versato nelle opere di Platone. La sua anatomia medica è descritta attraverso l'uso degli spiriti corporei dell'anima di Platone: il cuore era lo spirito passionale, il fegato quello appetitivo e il cervello la logica.
Galeno afferma in Su respirazione e arterie: «si deve determinare, per dissezione, il numero e la natura delle strutture che collegano il cuore al cervello». Si è osservato che quando questi nervi vengono tagliati gli animali perdono la voce e quando vengono tagliate le vene sanguinano, ma conservano la voce. Pertanto, il cervello non ha bisogno del cuore per sentire o creare sensazioni e il cuore non ha bisogno del cervello per muoversi. Galeno riconobbe l'importanza sia del cuore che del cervello nel corretto funzionamento di un essere umano, ma li vide come due sistemi distinti governati separatamente. Pertanto, ci sono due anime in combattimento, il cervello che rappresenta l'anima logica e che guida l'essere logico, il cuore che rappresenta azioni spirituali di movimento e impulso costantemente in contrasto tra loro e fornite da diversi sistemi di supporto. 
Galeno afferma che "il fegato è l'archai" o la fonte delle vene e del sangue del corpo ed è quindi importante per quanto riguarda l'anima appetitiva, ma fa ben poco per approfondire il motivo della sua connessione sul perché questo lo rende appetibile. Continua a teorizzare che la "milza purifica il fegato", ma non evidenzia le connessioni anatomiche del corpo umano. Galeno afferma che la funzione del fegato non è così ovvia come nel caso del cuore e del cervello.

## Plotino
Il filosofo egiziano Plotino e padre del neo-platonismo, sull'anima umana avrebbe costituito il fondamento della visione cristiana dell'anima. Come Platone, credeva che l'anima derivasse da un essere immortale e che sarebbe tornata alla sua fonte divina dopo la morte. Plotino suddivideva l'anima in due parti, una razionale di livello superiore, che resta nel mondo spirituale senza incarnarsi, e un'altra di livello inferiore discesa in tutto il corpo.

## Tommaso d'Aquino
Tommaso d'Aquino cercava una visione cristiana dell'anima usando le idee di Aristotele. Dal suo punto di vista, l'anima era incorporea e immortale ed era un diretto risultato dell'intervento divino, che di solito avveniva durante il secondo trimestre di gravidanza. A questo punto, il feto avrebbe avuto la capacità di percepire e muoversi, come risultato di aver ricevuto un'anima.

## Leonardo Da Vinci
Leonardo da Vinci usò la sua esperienza nel campo dell'anatomia per ipotizzare che l'anima fosse situata nel chiasma ottico, vicino al terzo ventricolo del cervello. Le sue opinioni erano supportate da osservazioni di cambiamenti nella percezione a seguito di disturbi a quella particolare area del cervello.

## Cartesio
Cartesio accettò la prospettiva di Plotino sulla doppia natura dell'anima. Secondo lui, l'anima conferiva la capacità di pensare; questo differenziava gli umani dagli animali, che non avevano la capacità di pensare o di sentire. Tuttavia, Cartesio credeva che il corpo fisico e la mente dovessero essere fisicamente connessi in qualche punto. Il ragionamento di Cartesio derivava dalla sua osservazione secondo cui ogni struttura del cervello è accoppiata ad eccezione della ghiandola pineale. Sentiva che questa doveva essere il punto d'incontro del corpo fisico e della mente, e quindi la posizione dell'anima.